# Omicron Draconis
Omicron Draconis (47 Draconis) é uma estrela na direção da constelação de Draco. Possui uma ascensão reta de 18h 51m 12.01s e uma declinação de +59° 23′ 17.8″. Sua magnitude aparente é igual a 4.63. Considerando sua distância de 322 anos-luz em relação à Terra, sua magnitude absoluta é igual a −0.34. Pertence à classe espectral K0II-III SB. É uma estrela variável RS Canum Venaticorum.